# Trochosa himalayensis
Trochosa himalayensis är en spindelart som beskrevs av Benoy Krishna Tikader och C.L. Malhotra 1980. Trochosa himalayensis ingår i släktet Trochosa och familjen vargspindlar. Inga underarter finns listade i Catalogue of Life.